# آبشار ویلبرفورس
آبشار ویلبرفورس (به انگلیسی: Wilberforce Falls) آبشاری است که در نوناووت، کانادا واقع شده و ارتفاع کلی ریزشگاه آن ۶۰ متر (۱۹۷ پا) است.